# برايان شو (لاعب دوري الرغبي)
برايان شو (بالإنجليزية: Brian Shaw)‏ هو لاعب دوري الرغبي بريطاني، ولد في 1931 في ليدز في المملكة المتحدة، وتوفي بنفس المكان في 13 فبراير 2011.